# Савчуки
Савчуки́ — село в Україні, у Козинській сільській громаді Дубенського району Рівненської області. Населення становило 298 осіб у 2024 році.

## Історія
Село засноване 1450 року.
У 1906 році село перебувало у складі Крупецької волості Дубенського повіту Волинської губернії. Відстань від повітового міста складала 30 верст, від волості — 18 верств. Налічувалось 28 домогосподарств та 215 мешканців.
7 (20) листопада 1917 року, відповідно до Третього Універсалу Української Центральної Ради, увійшло до складу Української Народної Республіки.
До 2016 у складі Козинської сільської ради. Від 2016 — у складі Козинської сільської громади.
12 червня 2020 року, відповідно до розпорядження Кабінету Міністрів України № 722-р від «Про визначення адміністративних центрів та затвердження територій територіальних громад Рівненської області», село увійшло до складу Козинської сільської громади Радивилівського району.
19 липня 2020 року, в результаті адміністративно-територіальної реформи та ліквідації Радивилівського району, село увійшло до складу новоутвореного Дубенського району.

## Природній заказник
Ботанічний заказник місцевого значення Урочище «Савчуки»
Заказник створений рішенням Рівненської обласної ради № 33 від 28.02.1995 р. Землекористувач — ДП СЛАП «Радивилівський держспецлісгосп». Площа 65,6 га. Розташований у межах Повчанської структурно-горбистої височини. Поверхня рівнинна, полого нахилена у східному напрямку з перепадом висот близько 10 м. Геологічна будова представлена четвертинними лесоподібними суглинками, які підстеляються крейдовими утвореннями.
Заказник створений для збереження у заплаві річки  Ситенька численних популяцій орхідей та інших водно-болотних видів рослин. У прилеглому лісі виявлені центрально-європейський вид — астранція велика та диз'юнктивний вид — лілія лісова, занесені до Червоної книги України.

## Персоналії
Народилися
- Олексій Клічук (1999—2024) — військовослужбовець Збройних сил України, учасник російсько-української війни[6].